# Macrobrochis borneensis
Macrobrochis borneensis är en fjärilsart som beskrevs av Walter Karl Johann Roepke 1938. Macrobrochis borneensis ingår i släktet Macrobrochis och familjen björnspinnare. Inga underarter finns listade i Catalogue of Life.

## Bildgalleri

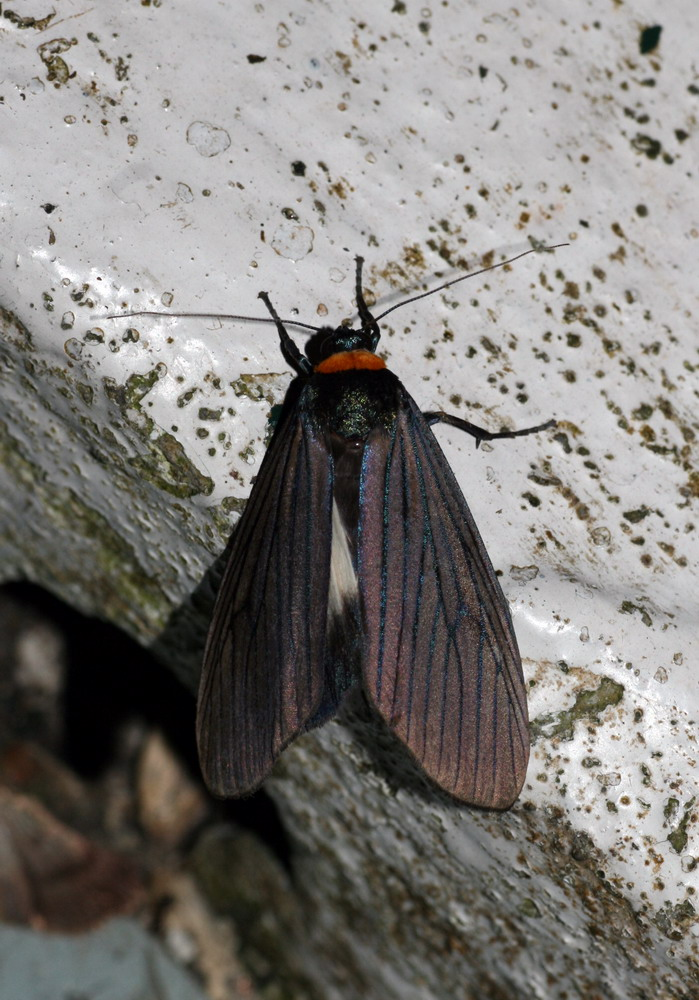